# Concilio de Iași

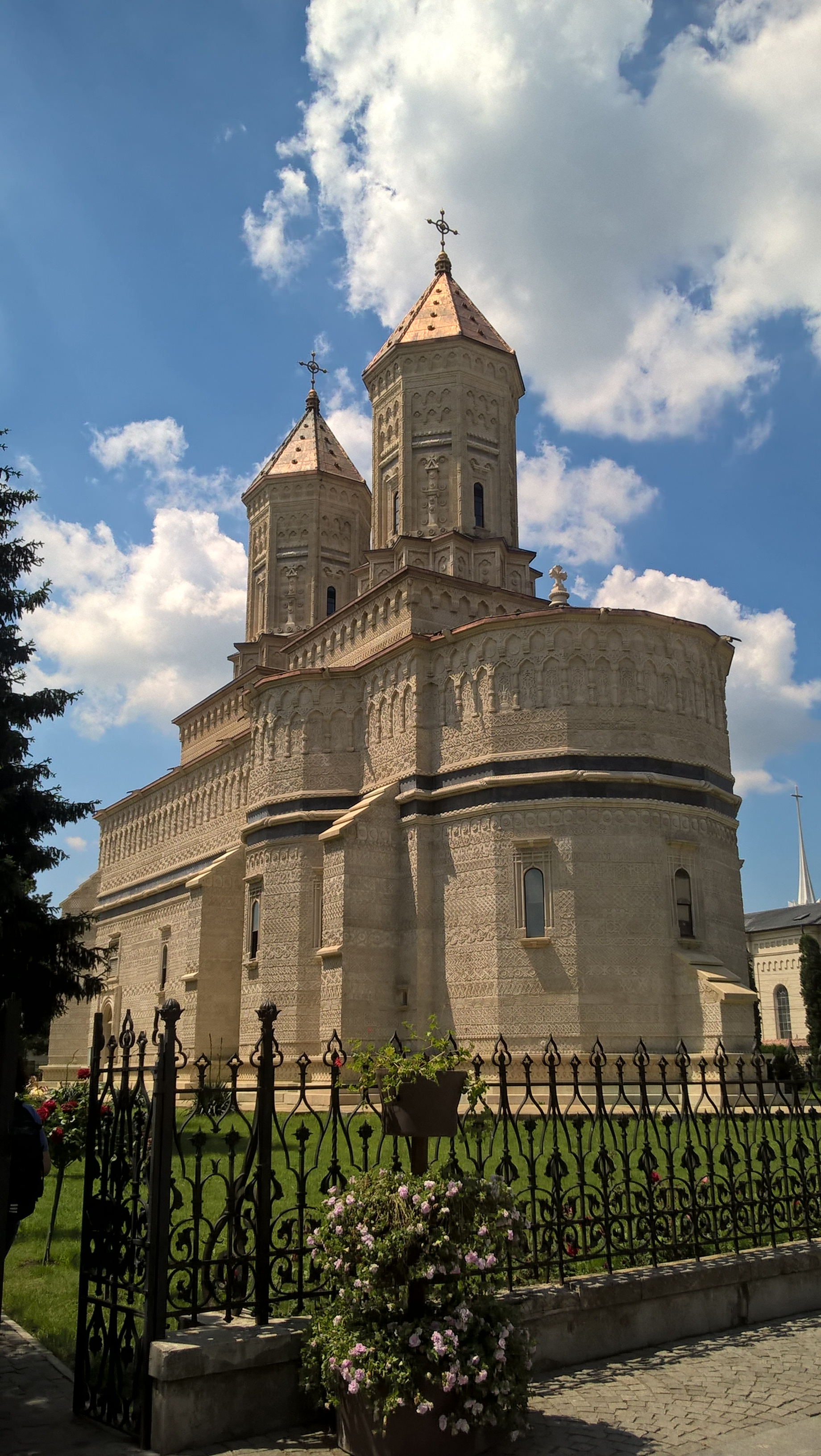
Monasterio de los Tres Jerarcas Santos

El Concilio de Iași se celebró en la ciudad de Iasi (hoy en Rumania, luego en el Principado de Moldavia) entre el 15 de septiembre y el 27 de octubre de 1642.
Es convocado por el Patriarca Ecuménico Partenio I de Constantinopla con la logística del príncipe gobernante de Moldavia, Vasile Lupu.
El Consejo tiene una enorme dimensión doctrinal y política. Se adoptó una "Confesión de Fe" en medio de negociaciones para un tratado de paz de la Guerra de los Treinta Años. La marca es el calvinismo, y en particular las enseñanzas de Cirilo Lukaris. Por otro lado, se condenaron algunos errores del catolicismo, pero en armonía con los jesuitas y en el contexto de la alianza franco-otomana.
El evento fue conmemorado por el Monasterio de los Tres Jerarcas Santos, y las decisiones del consejo fueron confirmadas explícitamente sobre el Santo Sepulcro por el Consejo de Jerusalén (1672).